# Régie autonome des transports parisiens
Régie autonome des transports parisiens (noto anche attraverso l'acronimo RATP) è un ente pubblico a carattere industriale e commerciale francese posto a capo di uno dei maggiori gruppi industriali attivi nel settore del trasporto pubblico. Gestisce direttamente la rete autobus, metropolitana e tranviaria di Parigi oltre che una parte del Réseau express régional d'Île-de-France (RER). Attraverso la controllata RATP Dev gestisce anche diversi altri servizi, sempre inerenti al trasporto pubblico, in altri 13 paesi: Algeria, Arabia Saudita, Cina, Egitto, Filippine, Italia, Marocco, Qatar, Regno Unito, Stati Uniti d'America, Sudafrica e Svizzera.
Nacque il 21 marzo 1948 con la fusione di Compagnie du chemin de fer métropolitain de Paris (CMP), che gestiva la metropolitana di Parigi e che aveva a sua volta incorporato Société du chemin de fer électrique souterrain Nord-Sud de Paris nel 1930 e la Ligne de Sceaux nel 1937, e Société des Transports en Commun de la Région Parisienne (STCRP), nata nel 1921 dalla fusione di svariati operatori di autolinee e tranvie, queste ultime riconvertite in linee automobilistiche con la nascita di RATP.
È membro dell'Istituto europeo per le norme di telecomunicazione (ETSI).

## La rete di trasporti della RATP

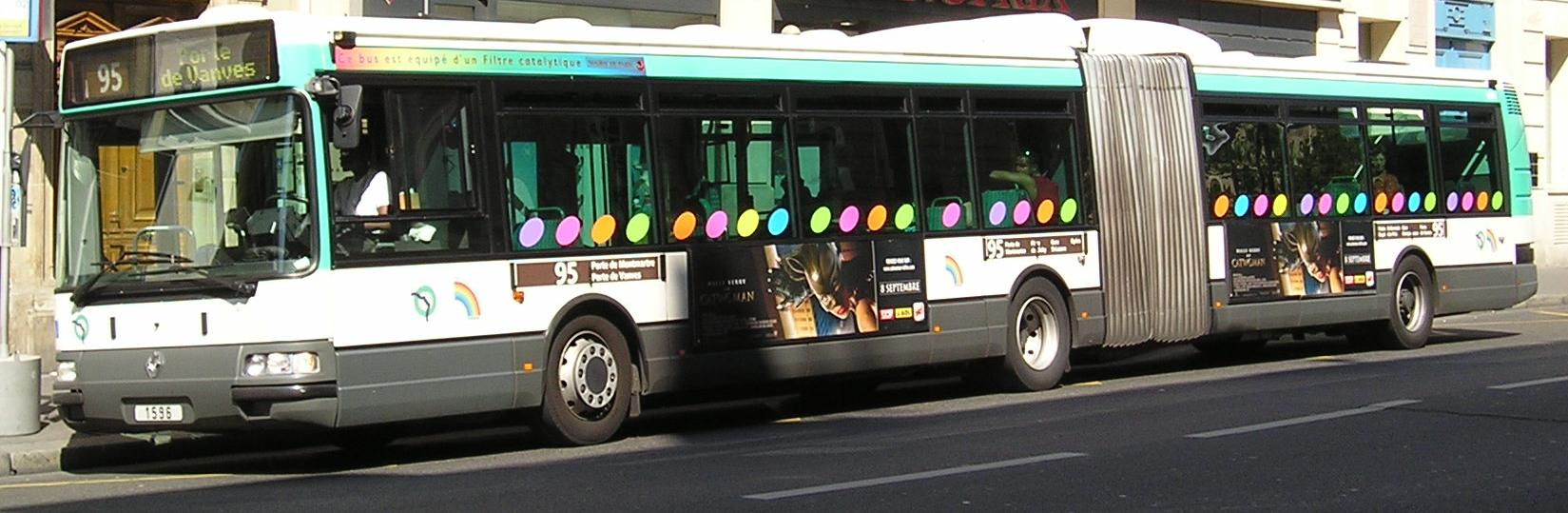
Autobus della RATP

La rete di trasporti gestita dalla RATP comprende:
- gli autobus: 3861 km di linee che servono tutta la regione (569 km solo all'interno delle mura di Parigi);
- i tram: 11 linee di cui una linea urbana (T3); una linea parzialmente urbana (T2); le altre extraurbane. La linea T2 è stata prolungata fino al Ponte Garigliano che consente l'interscambio con la linea T3 e la linea RER C. Per altre notizie collegarsi al sito RATP;
- la metropolitana: 16 linee (di cui due linee automatiche, Météor: la linea 14, La linea M1 e a breve la M4) per un percorso totale di 225 km (di cui 169 all'interno di Parigi) e 304 stazioni;
- la RER: linea A (tranne a Ovest sul ramo Nanterre-Préfecture - Cergy et Poissy) e linea B (tranne a nord della Gare du Nord);
- la funicolare di Montmartre (100 m);
- Trans-Val-de-Marne (TVM), linea di bus su corsia preferenziale.

Traffico realizzato nel 2019 (in milioni di passeggeri):
- traffico totale: 3 465, di cui:
  - metropolitana: 1 498 (48%),
  - autobus: 1 130 (34%),
  - Noctilien (autobus notturni): 13 (0,65%)
  - RER A e RER B: 497 (24,85%),
  - tram: 340 (17%)

Nel 2006, il numero totale di viaggiatori è stato di 2 865 milioni, in aumento del 1,9% rispetto al 2005.
Fra i progetti più ambiziosi della RATP figura il "Métrophérique": un progetto di metropolitana che circondi Parigi, lungo la petite couronne. Questo progetto punta, quindi, a completare l'Orbital e l'Orbival, due altri progetti sviluppati dalla regione Île de France, per meglio servire la periferia parigina. In ogni caso, questi progetti dovrebbero essere discussi nel corso del 2007 e attendono a tutt'oggi il finanziamento, ovviamente misto, da parte della regione, dei département interessati, dello stato e della RATP.

## Il gruppo RATP
La RATP, tramite la controllata RATP Dev, oltre che a Parigi opera in altre trenta città francesi ed in dodici stati esteri.

### Presidenti e direttori generali della RATP (1948-fino ad oggi)
- Georges Ricroch: 1948-1957
- Pierre Massenet: 1959
- Roger Belin: 1964-1979
- Claude Quin: 1981-1984
- Paul Reverdy: 1986
- Christian Blanc: 1989-1992
- Francis Lorentz: 1992-1994
- Jean-Paul Bailly: 1994-2002
- Anne-Marie Idrac (ora presidente della SNCF): 2002-2006
- Pierre Mongin: 2006-2014
- Elisabeth Borne: 2015-2017
- Catherine Guillouard: presidente dal 2 agosto 2017

## La politica della RATP

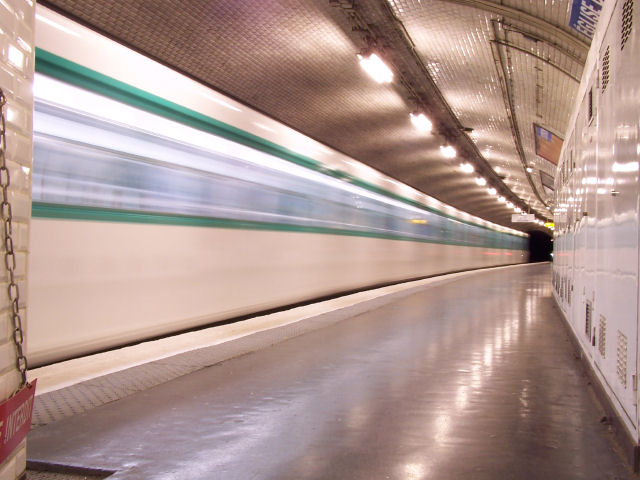
Stazione Église d'Auteuil 08/01/2004

Se negli anni ottanta, si stimava che circa un terzo dei parigini prendesse la metropolitana senza pagare, la RATP ha iniziato negli anni novanta una politica di "riconquista del territorio" e di redditività della rete: moltiplicazione del numeri di controllori, creazione di gruppi di Sicurezza: i GIPR (Groupe d'Intervention et de Protection des Réseaux, Gruppi d'intervento e di protezione della rete), poi i GPSR (Groupe de Protection et de Sécurité des Réseaux, Gruppi di protezione e di sicurezza della rete) e i CSA (Contrôle, Sécurité, Assistance; Controllo, sicurezza, assistenza).
Numerose associazioni dei consumatori hanno protestato contro questa politica securitaria e commerciale. Nel 1995, una di queste, il TRAUM, ha denunciato la creazione dei GIPR come un modo per cacciare i senzatetto dal metro. Un'altra associazione di consumatori è apparsa nel 2001: la RRATPP (Réseau pour l'abolition des transports payants, Rete per l'abolizione dei trasporti a pagamento) che, come lo indica il suo nome, milita per la gratuità dei trasporti. Queste associazioni dei consumatori denunciano anche i metodi violenti degli agenti della RATP con cui interpellano i frodatori.
I gruppi di vigili della RATP sono stati spesso accusati di abuso di potere e di azioni violente.
Infine, dal 2003, si è sviluppata una nuova forma di contestazione contro la pubblicità nella metropolitana. I "publiphobes" ("publifobi") hanno così organizzato a varie riprese delle azioni contro i pannelli pubblicitari, strappando i manifesti o ricoprendoli di graffiti.